# فو يو
فو يو (بالبرتغالية: Fu Yu‏) هي لاعبة تنس الطاولة برتغالية، ولدت في 29 نوفمبر 1978 في خبي في الصين.

## وصلات خارجية
- فو يو على موقع منظمة تنس الطاولة العالمي (الإنجليزية)
- فو يو على موقع اللجنة الأولمبية الدولية (الإنجليزية)
- فو يو على موقع أوليمبيديا (الإنجليزية)